# 拉塞勒站
拉塞勒站是法国的一个铁路车站，位于法国19省北部的拉塞勒境内。

## 站名
拉塞勒站的法语全名为"Gare de Lacelle (Corrèze)"，有时也写成"Gare de Lacelle-Corrèze"。其中"科雷兹省"后缀主要是为了防止重名。但事实上现有的法国铁路系统中仅有本站被命名为拉塞勒站。
拉塞勒站在利穆赞铁路局（TER Limousin）的官网上和SNCF的数据库中被误写为"Gare de La Celle"。

## 位置
拉塞勒站位于拉塞勒市镇中心，利摩日－埃居朗德铁路449.045公里处，距离利摩日大约66公里。车站大致呈东西走向，开口朝南，仅铁路线南侧设有侧式站台。

## 设施
拉塞勒站是一个无人看守的铁路乘降所，没有任何售票设施，原有的站房已成为私人财产。在拉塞勒站上车的乘客需主动购票或使用通勤卡。

## 停靠线路
以下列车线路在拉塞勒站停靠：
| 拉塞勒站列车线路表 |      |        |        |              |
| 线路               | 车种 | 上一站 | 下一站 | 大致运行频率 |
| 利摩日—于塞勒      | TER  | 埃姆捷 | 布热阿 | 每天3~6趟    |
| 1.                 |      |        |        |              |

## 配套交通

### 长途客车
拉塞勒站附近没有长途客运大巴线路经过。当铁路线施工或罢工时，SNCF可能会提供途径沿途站点的临时大巴车。

### 市内交通
拉塞勒站附近暂无城市公共交通线路经过。

### 社会车辆
拉塞勒站门口没有社会车辆停车场。

## 临近车站
| 拉塞勒站（Gare de Lacelle (Corrèze)） |                      |          |
| 上行车站                              | 线路                 | 下行车站 |
| 埃姆捷瓦希维耶尔站                    | 利摩日－埃居朗德铁路 | 布热阿站 |
| - 本表仅显示运营中的线路及车站        |                      |          |